# Atlantic Avenue (film)
Pour les articles homonymes, voir Atlantic Avenue (homonymie).
Pour plus de détails, voir Fiche technique et Distribution.
Atlantic Avenue est un court métrage réalisé par Laure de Clermont-Tonnerre en 2012 et présenté en février 2013 au festival de Clermont-Ferrand.

## Fiche technique
- Réalisation : Laure de Clermont
- Directeur de la photographie : Antoine Wagner

## Distribution
- Brady Corbet : Jeremiah, prostitué
- Leopoldine Huyghues Despointes[1] : Celeste, jeune fille atteinte de la maladie des os de verre

## À propos
- Le film a porté le titre provisoire Wheels Turn. [réf. souhaitée]
- Les scènes sont tournées à Brooklyn (NYC).
- Atlantic Avenue a été en partie financé par un appel aux dons sur le site Indiegogo.
- L'actrice principale et son personnage sont atteintes d'ostéogenèse imparfaite, maladie plus connue sous le nom de maladie des os de verre.
- Les plans fixes de structures métalliques et autres éléments urbains contrastent avec la maladie dont est atteinte la jeune Céleste.
- Un "face caméra" statique est utilisé par la réalisatrice. Il peut être interprété comme le moment de la prise de décision ou le passage à la vie adulte.

## Accueil critique

### Presse
L'Humanité, Sexe et argent font bon ménage, 4 février 2013
« [...] Atlantic Avenue, l’intrigant film de Laure de Clermont-Tonnerre, met également en rapport le sexe et l’argent. Une adolescente en fauteuil fait de l’œil à un beau mâle. Elle l’ignore mais il s’offre aux hommes contre des espèces. Jusqu’où ira-t-elle pour vivre une histoire avec lui ? En humanisant deux personnages considérés comme des êtres à part entière et non pas des symboles, cette œuvre reconfigure notre regard sur la féminité et la marginalité [...] ».

### Internet
LDV Television, Vu en Court - Rencontre avec Laure De Clermont, 4 février 2013
Interview de la réalisatrice réalisée au festival de Clermont-Ferrand

## Nominations
au festival international du court metrage de Clermont-Ferrand 2013 :
- Grand Prix National
- Prix ADAMI d'interprétation masculine
- Prix de la presse Télérama
- Prix du Public National
- Prix Spécial du Jury National
- Prix ADAMI d'interprétation féminine
- Prix de l'ACSE (Agence Nationale pour la cohésion sociale et l'égalité des chances)
- Prix de la meilleure musique originale (SACEM)
- Prix de la meilleure photographie
- Prix de la meilleure première œuvre de fiction (S.A.C.D.)
- Prix du meilleur film d'animation francophone (S.A.C.D.)
- Prix National de la Jeunesse
- Prix Canal+ National